# Kigarama, Tanzania
Kigarama är en ort i Kageraregionen i nordöstra Tanzania. Den ligger nära Kanyigo i distriktet Missenyi. 

## Historik
Orten har haft en stark närvaro av mission. 1910 uppförde de första tyskarna en skola på orten, och 1929 uppfördes den första kristna kyrkan i byn. När de tyska missionärerna lämnade under andra världskriget tog Augustanamissionen över. I två decennier fram till och med 1952 drevs ett lärarseminarium, "Kigarama Teacher's College", med omkring 100-150 elever, på orten. Den förflyttades 1953 till Katoke i Kagera. Majoriteten av de som kom att få en ledande befattning inom den lutherska missionen i Kagera-regionen utbildades vid lärarseminariet. 1943 bildades WETU, West Lake Evangelical Teachers Union, i Kigarama. Organisationen verkade för att sprida och stärka kyrkan i regionen.
Fyra viktiga svenska missionärer som har verkat och bott i byn innefattar bland andra Bengt Sundkler, Gunnar Ljungman, Sven Axel Näsmark och Barbro Johansson. Under 1930-talet blev orten även en central plats för väckelserörelsen i Kagera-regionen, genom att de första brödragrupperna grundades där av bland andnat Joel Byemelwa. Det finns flera skolor på orten, bland annat en högstadieskola som heter Kigarama Secondary School.
Orten blev hårt drabbad av jordbävningen som ägde rum i Kagera-regionen 2016, och upplevde svår torka efteråt.

## Galleri

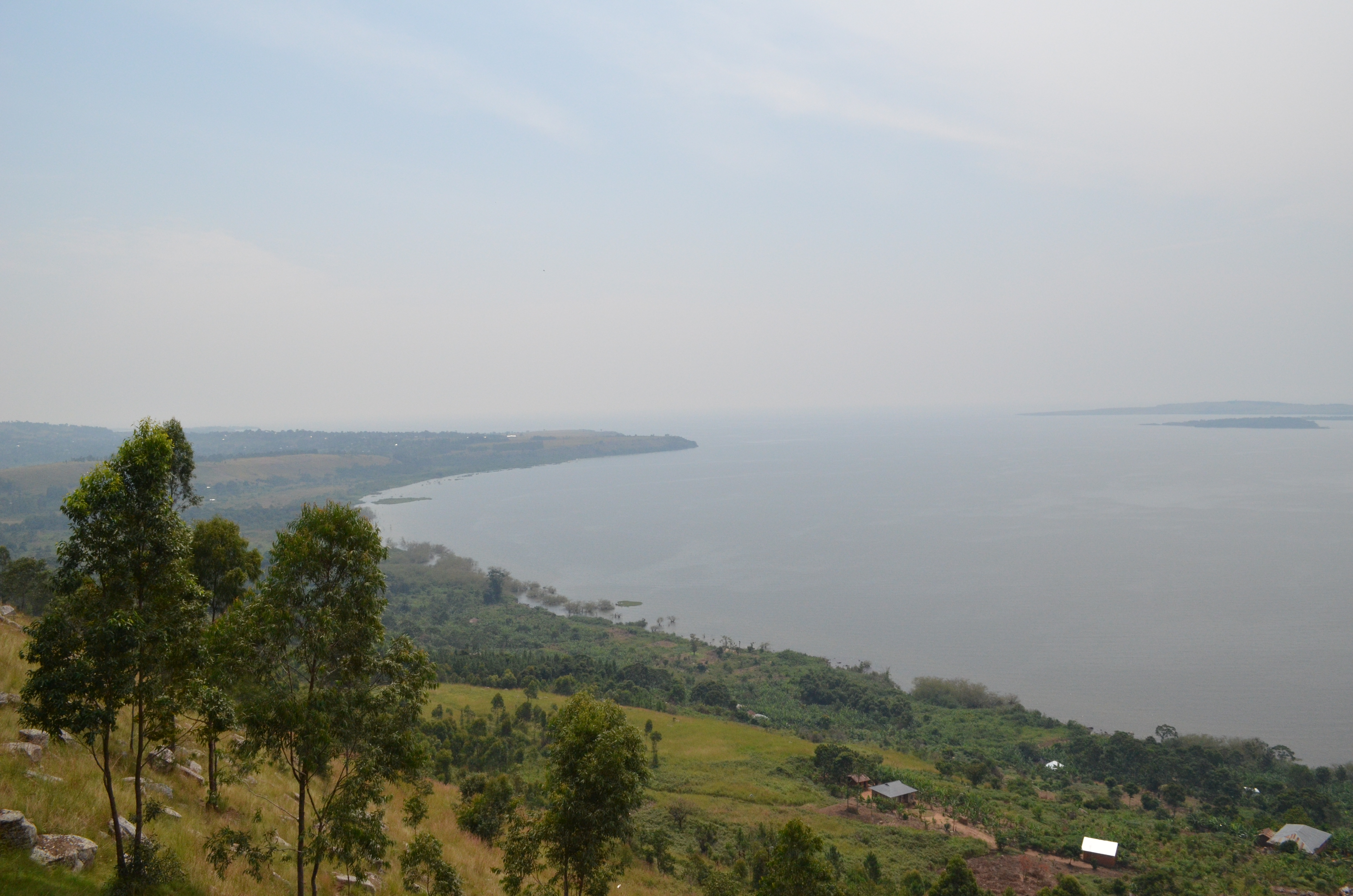
Utsikt från Kigarama, som ligger högt uppe på en höjd. I bakgrunden ser man Uganda, som bara ligger några kilometer från Kigarama.
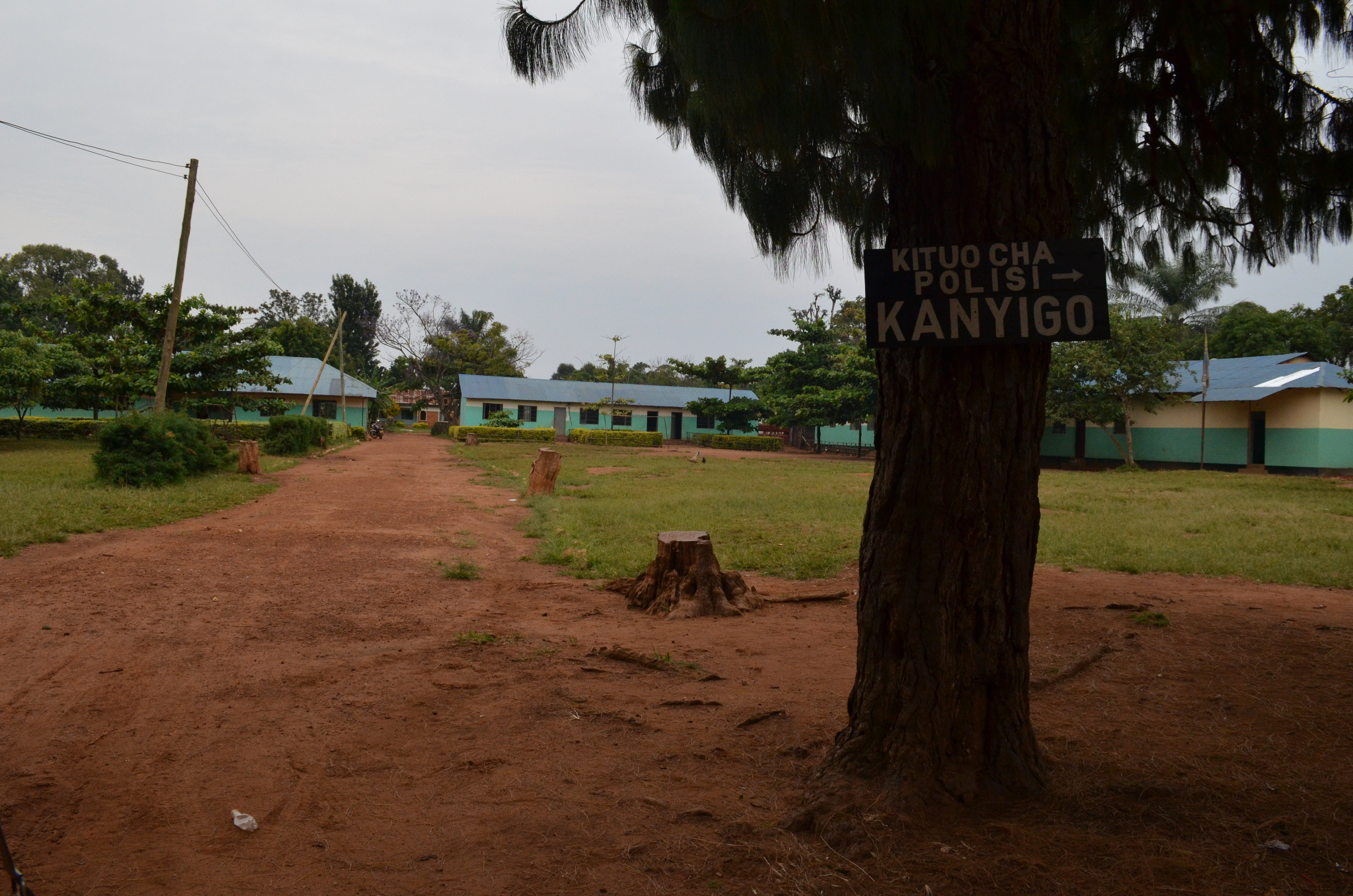
Grundskola i Kigarama.
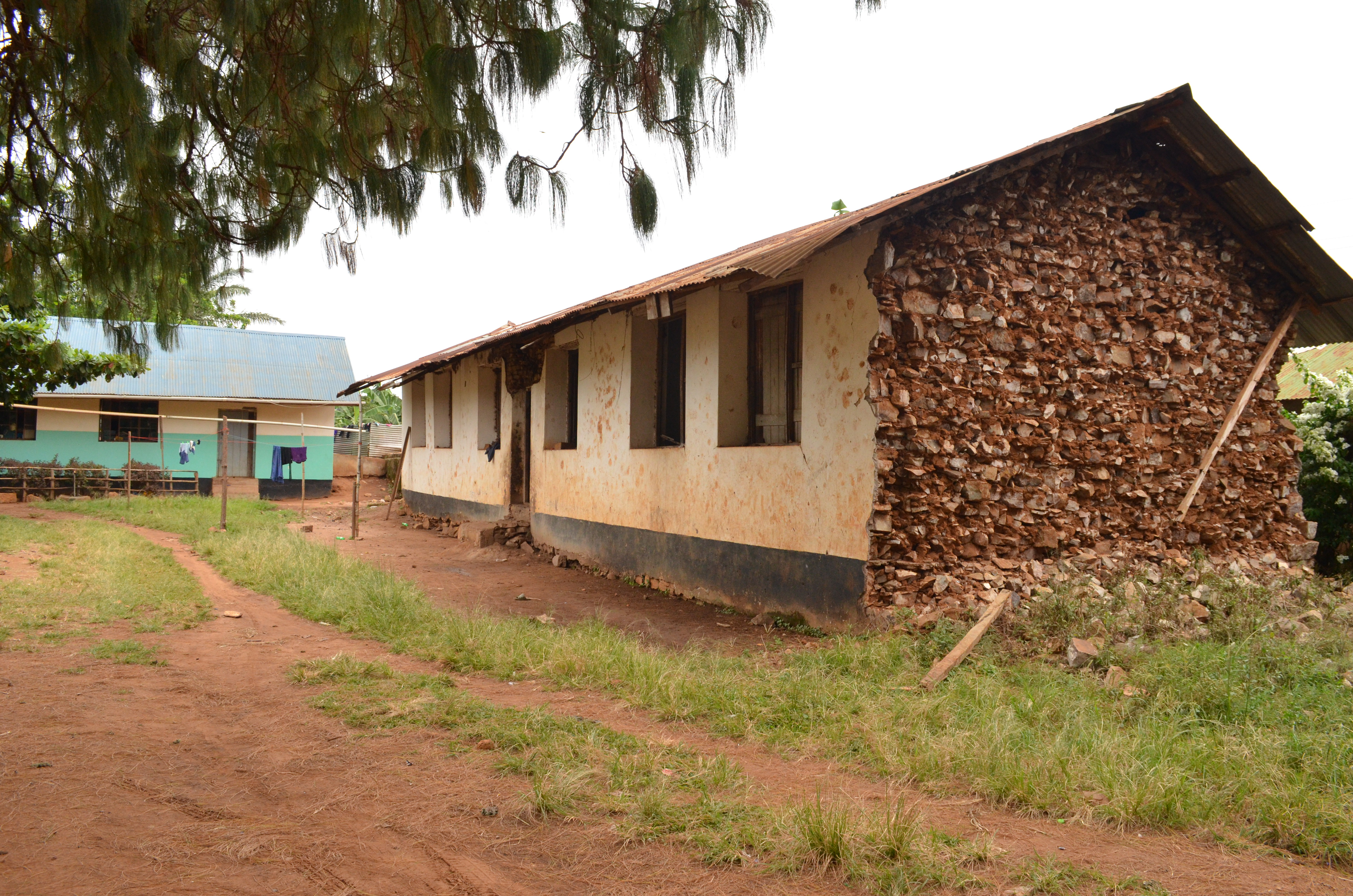
En gammal, kolonial, tysk byggnad som förstördes i jordbävningen 2016.
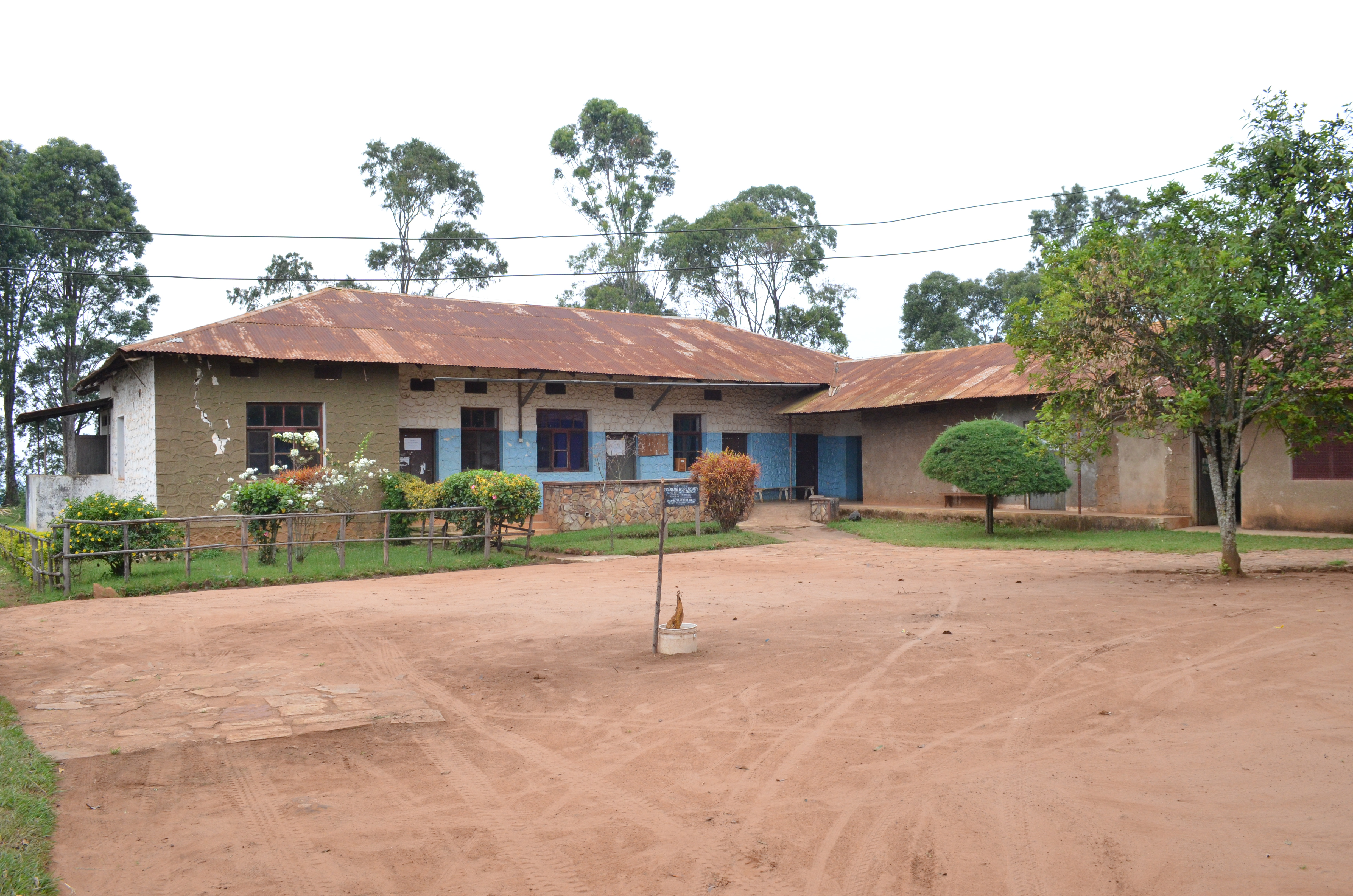
En dispensär i Kigarama, där den svenske missionären Ljungman tidvis bodde.
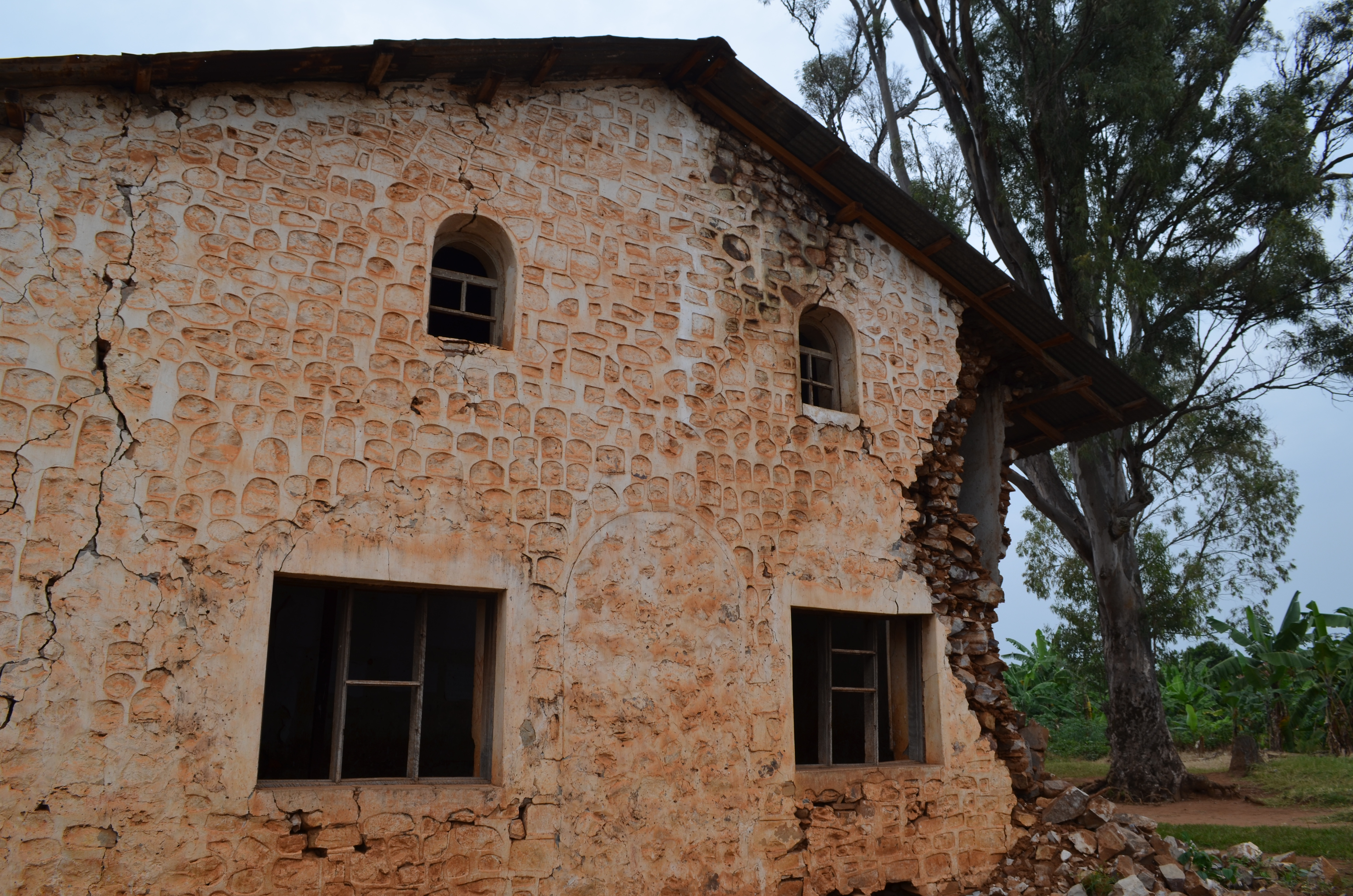
Den gamla kyrkan i Kigarama skadades kraftigt i jordbävningen 2016, och har ersatts av en ny.
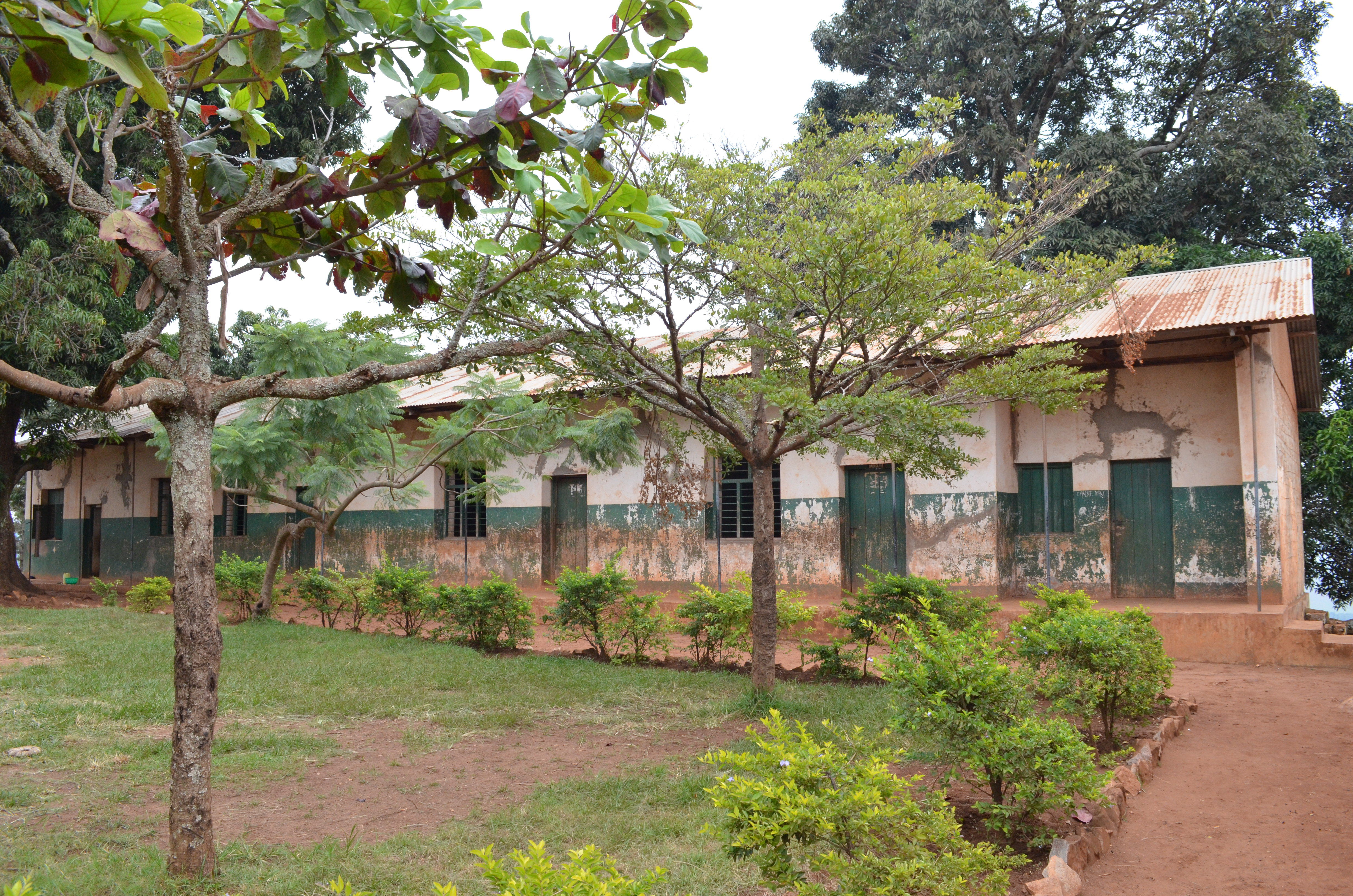
En av de andra grundskolorna i Kigarama.
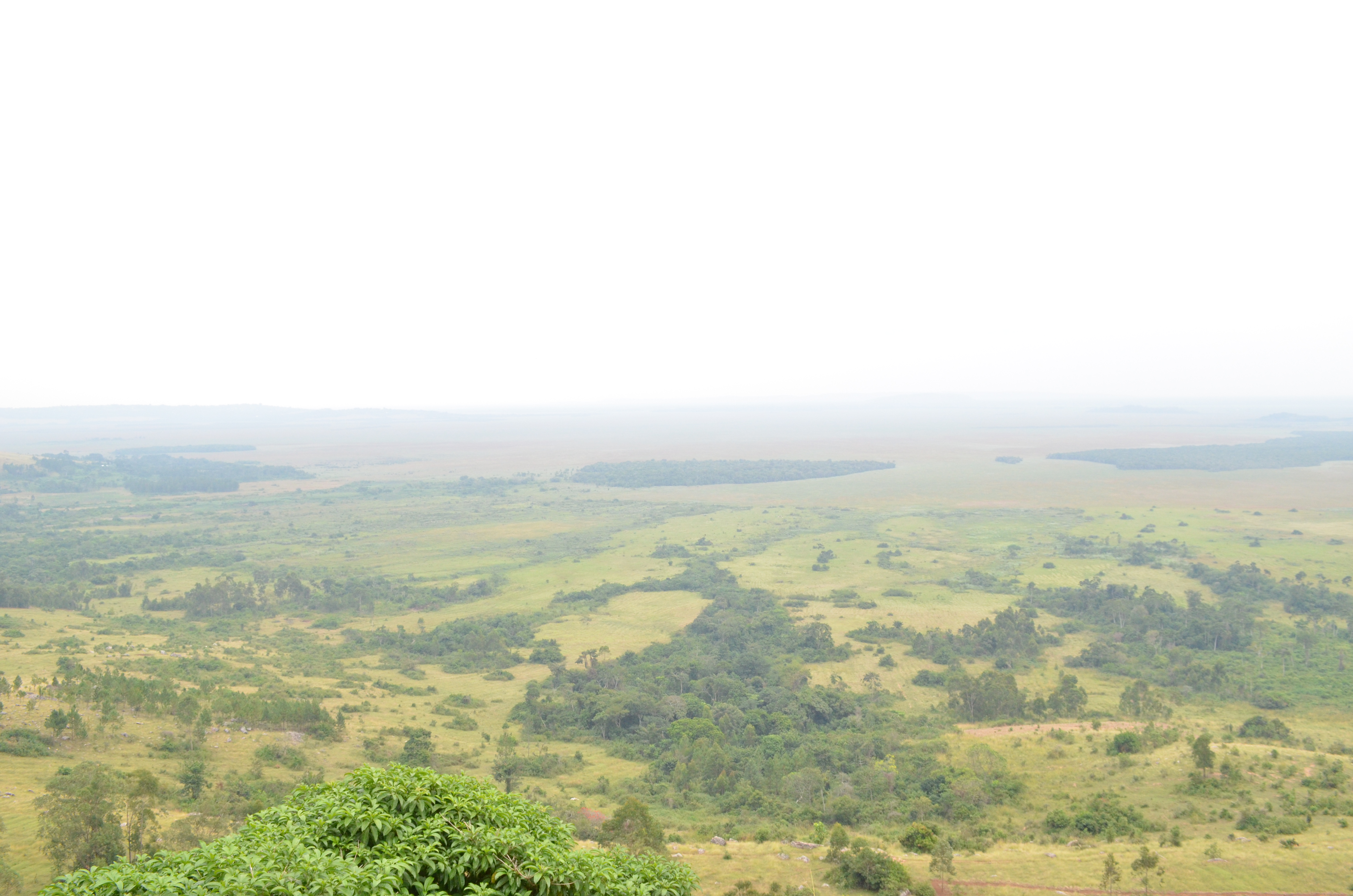
Utsikt över Kagerafloden från Kigarama.